# 1961-es Formula–1 olasz nagydíj
Az 1961-es Formula–1-es világbajnokság hetedik futama az olasz nagydíj volt.

## Futam
Az olasz nagydíj előtt a Ferrari már bebiztosította a konstruktőri címet, míg az egyéni bajnoki címért Hill és von Trips küzdött (bár Mossnak is volt még matematikai esélye rá, ha megnyeri mindkét futamot). A Ferrari egy új versenyzőt, a mexikói Ricardo Rodríguezt is szerződtette a nagydíjra. A szervezők úgy döntöttek, a hagyományos pályát az előző évhez hasonlóan a gyors döntött résszel kötik össze, ahol a Ferrarik ismét dominánsak voltak. Von Trips indult az első helyről Rodríguez (aki a legfiatalabb F1-es nagydíjon részt vevő versenyző lett), Ginther, Phil Hill és Graham Hill (BRM) előtt.
A rajtnál P. Hill és Ginther állt az élre, őket Rodríguez, a jól rajtoló Clark és von Trips követte. A Parabolicához érve féktávon a két autó összeütközött. Clark nem szenvedett sérülést, de a Ferrari nézők közé repült. Von Trips kiesett autójából és 14 nézővel együtt meghalt. (Ez volt a sportág eddigi legtöbb életet követelő balesete)
A szervezők nem állították meg a futamot, Rodríguez, Baghetti és Ginther mechanikai probléma miatt kiesett, így Phil Hill nyerte a versenyt. Brabham motorhiba miatt esett ki, míg Surtees a von Trips baleseténél lassító Bonnier hátuljának ütközött. Moss eltört kereke miatt adta fel a versenyt, így Gurney lett a második a Porschével Bruce McLaren előtt. Jack Lewis privát Cooperjével negyedik lett. A szörnyű balesettel eldőlt az egyéni bajnoki cím is, amely Phil Hillé lett, de senki sem ünnepelt Monzában azon a vasárnapon.
| Helyezés | #  | Versenyző               | Csapat/Motor         | Futott körök | Idő/Kiesés oka            | Rajthely | Pontszám |
| -------- | -- | ----------------------- | -------------------- | ------------ | ------------------------- | -------- | -------- |
| 1        | 2  | Phil Hill               | Ferrari              | 43           | 2:03'13,0                 | 4        | 9        |
| 2        | 46 | Dan Gurney              | Porsche              | 43           | +31,2                     | 12       | 6        |
| 3        | 12 | Bruce McLaren           | Cooper-Climax        | 43           | +2'28,4                   | 14       | 4        |
| 4        | 60 | Jackie Lewis            | Cooper-Climax        | 43           | +2'40,4                   | 16       | 3        |
| 5        | 26 | Tony Brooks             | BRM-Climax           | 43           | +2'40,5                   | 13       | 2        |
| 6        | 40 | Roy Salvadori           | Cooper-Climax        | 42           | +1 kör                    | 18       | 1        |
| 7        | 74 | Carel Godin de Beaufort | Porsche              | 41           | +2 kör                    | 15       |          |
| 8        | 62 | Lorenzo Bandini         | Cooper-Maserati      | 41           | +2 kör                    | 21       |          |
| 9        | 48 | Maurice Trintignant     | Cooper-Maserati      | 41           | +2 kör                    | 22       |          |
| 10       | 16 | Tim Parnell             | Lotus-Climax         | 40           | +3 kör                    | 27       |          |
| 11       | 20 | Henry Taylor            | Lotus-Climax         | 39           | +4 kör                    | 23       |          |
| 12       | 58 | Renato Pirocchi         | Cooper-Maserati      | 38           | +5 kör                    | 29       |          |
| Kiesett  | 28 | Stirling Moss           | Lotus-Climax         | 36           | Kerékcsapágy              | 11       |          |
| Kiesett  | 6  | Richie Ginther          | Ferrari              | 23           | Motorhiba                 | 3        |          |
| Kiesett  | 72 | Gaetano Starrabba       | Lotus-Maserati       | 19           | Motorhiba                 | 30       |          |
| Kiesett  | 44 | Jo Bonnier              | Porsche              | 14           | Felfüggesztés             | 8        |          |
| Kiesett  | 8  | Ricardo Rodríguez       | Ferrari              | 13           | Üzemanyagrendszer         | 2        |          |
| Kiesett  | 32 | Giancarlo Baghetti      | Ferrari              | 13           | Motorhiba                 | 6        |          |
| Kiesett  | 50 | Nino Vaccarella         | De Tomaso-Alfa Romeo | 13           | Motorhiba                 | 20       |          |
| Kiesett  | 22 | Masten Gregory          | Lotus-Climax         | 11           | Felfüggesztés             | 17       |          |
| Kiesett  | 24 | Graham Hill             | BRM-Climax           | 10           | Motorhiba                 | 5        |          |
| Kiesett  | 10 | Jack Brabham            | Cooper-Climax        | 8            | Túlhevülés                | 10       |          |
| Kiesett  | 14 | Brian Naylor            | JBW-Climax           | 6            | Motorhiba                 | 31       |          |
| Kiesett  | 38 | Innes Ireland           | Lotus-Climax         | 5            | Alváz                     | 9        |          |
| Kiesett  | 30 | Jack Fairman            | Cooper-Climax        | 5            | Motorhiba                 | 26       |          |
| Kiesett  | 42 | John Surtees            | Cooper-Climax        | 2            | Baleset                   | 19       |          |
| Kiesett  | 4  | Wolfgang von Trips      | Ferrari              | 1            | Végzetes baleset          | 1        |          |
| Kiesett  | 36 | Jim Clark               | Lotus-Climax         | 1            | Baleset                   | 7        |          |
| Kiesett  | 54 | Roberto Bussinello      | De Tomaso-Alfa Romeo | 1            | Motorhiba                 | 24       |          |
| Kiesett  | 56 | Wolfgang Seidel         | Lotus-Climax         | 1            | Motorhiba                 | 28       |          |
| Kiesett  | 52 | Roberto Lippi           | De Tomaso-Osca       | 1            | Motorhiba                 | 32       |          |
| Kiesett  | 18 | Gerry Ashmore           | Lotus-Climax         | 0            | Baleset                   | 25       |          |
| NK       | 68 | André Pilette           | Emeryson-Maserati    |              | Nem kvalifikált           |          |          |
| NI       | 46 | Edgar Barth             | Porsche              |              | Csak gyakorlás            |          |          |
| NI       | 58 | Massimo Natili          | Cooper-Maserati      |              | Pirocchi vezette az autót |          |          |
| Vi       | 34 | Alfonso Thiele          | Cooper-Climax        |              |                           |          |          |
| Vi       | 64 | Ernesto Prinoth         | Lotus-Climax         |              |                           |          |          |
| Vi       | 66 | Menato Boffa            | Cooper-Climax        |              |                           |          |          |
| Vi       | 70 | Michael May             | Lotus-Climax         |              | Autóhiány                 |          |          |

## Statisztikák
Vezető helyen:
- Phil Hill: 36 (1-3 / 5 / 7 / 10 / 14-43)
- Richie Ginther: 7 (4 / 6 / 8-9 / 11-13)

Phil Hill 3. győzelme, Wolfgang von Trips egyetlen pole-pozíciója, Giancarlo Baghetti egyetlen leggyorsabb köre.
- Ferrari 35. győzelme.

Ricardo Rodríguez első versenye,